# Mariana Matthews
Mariana Matthews (Santiago de Chile, 1946) es una fotógrafa, curadora y artista visual chilena cuya técnica principalmente se basa en el uso de la fotografía documental, lo contemporáneo y el arte experimental.

## Vida y obra
Se graduó de un bachelor of arts en la American University, mientras que realizó un postgrado de fotografía en la Universidad de Ohio. Se la considera como una de las precursoras de la denominada fotografía patrimonial, mientras que predomina en su trabajo el uso de técnicas mixtas principalmente basadas en la fotografía en blanco y negro y su inclusión a conveniencia del color dentro de tales imágenes.
Exposiciones y distinciones
Ha participado en varias exposiciones individuales y colectivas durante su carrera, entre ellas las muestras Chiloé: El Bordemar (1991) y Reunión (1994) en el Museo Regional de Ancud, La Selva Fría en el Museo de Arte Moderno de Chiloé, Retrospectiva (2002) y Residencia en el Valle (2005) en el Museo de Artes Visuales de Santiago, Adoremos (1998), Intervenciones, Cruces y Desvíos (1998), Relatos Breves (2003), Fotografía Contemporánea (2006) y Exposición Centenario (2010) en el Museo Nacional de Bellas Artes de Chile, Des-Ahogo (2000) en el Museo de Arte Contemporáneo de Barcelona y en el Museo de Arte Contemporáneo de Santiago, Fragmentos de una Memoria (2001) en el Museo Histórico Nacional de Chile, entre otras exposiciones en Chile, América Latina, Estados Unidos y Europa.
Durante los años 2000 y 2003 recibió el Premio Altazor de las Artes Nacionales por Adoremos en la categoría fotografía y por Ojo de Agua en la misma categoría respectivamente.

### Publicaciones
- Los testigos y sus huellas: fotógrafos del Sur de Chile, Valck, Provoste, Sandoval (Valdivia: Corporación Municipal Cultural Valdivia, 2008).
- Casas del Sur de Chile (Valdivia: El Kultrún, 2002).
- Fragmentos de una memoria 1858-2000: fotografía en la Región de Los Lagos (Valdivia: El Kultrún, 2001).
- Valdivia en madera y metal (Valdivia: El Kultrún, 1993).

Como editora
- Los fabulosos Valck (2005) junto a Margarita Alvarado.[14]